# Opatów
Opatów [ɔˈpatuf] (jiddisch Apt, Apta, deutsch Abtau) ist eine Stadt in Polen in der Woiwodschaft Heiligkreuz. Der an der Opatówka gelegene Ort ist Sitz des Powiats Opatowski und der Stadt-und-Land-Gemeinde Opatów.

## Geschichte
In der heutigen Altstadt befand sich die alte Burg Żmigród.
1189 wurde der Name Opatów erstmals erwähnt.
1237 übergab Herzog Heinrich I. die Burg an das Bistum Lebus. 1282 gab Herzog Leszek der Schwarze dem Bistum das Recht, der Stadt und den umliegenden Dörfern das Magdeburger Stadtrecht zu verleihen. Kurz nach 1300 ließ Bischof Johann I. in Opatów ein Schloss als Residenz der Bischöfe bauen.
Seit dem 15. Jahrhundert war Opatów Sitz des Sejms der damaligen Woiwodschaft Sandomierz. 1520 verlor das Bistum Lebus die Stadt.

### Jüdisches Leben in Opatów – Apt

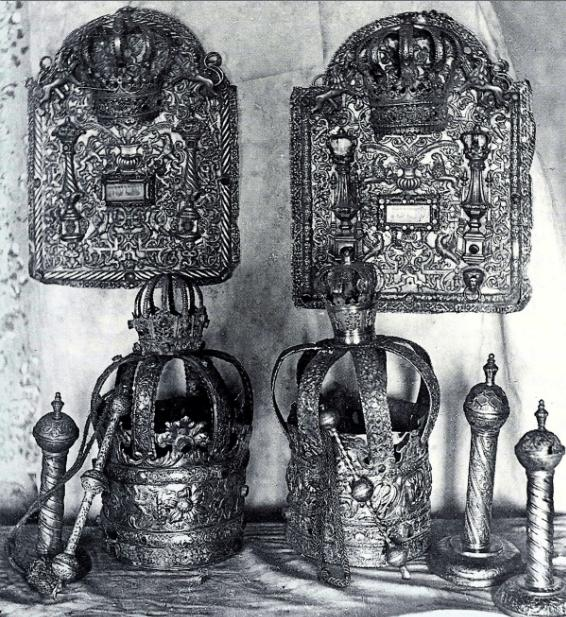
Silberne jüdische Kultgeräte (vor 1939)

In Opatów (jiddisch Apt genannt) lebten Juden ab dem 16. Jahrhundert. Mitte des 17. Jahrhunderts wurde eine steinerne Synagoge gebaut. Nach dem Abkommen über die Teilung Polens von 1795 wurde Opatów Teil der österreichischen Monarchie. Zu dieser Zeit hatte die Stadt etwa 413 Häuser und mehr als 3000 Einwohner. Mehr als 40 % der Häuser wurden von Juden bewohnt.
Im 19. Jahrhundert nahm die jüdische Bevölkerung stark zu: von 2517 (von 3845 Einwohnern) in 1856 auf 4138 in 1897. Zu Beginn des Zweiten Weltkriegs waren es 5200. Im Frühjahr 1941 wurde ein Ghetto eingerichtet; die Anzahl der Insassen wuchs durch Bewohner umliegender Städte und Dörfer. Vom 20. Oktober 1942 bis zum 22. Oktober wurde das Ghetto aufgelöst; mehrere hundert Menschen wurden im Ort ermordet und etwa 6000 in das Vernichtungslager Treblinka gebracht.
Nach dem Krieg gab es keine jüdische Gemeinde mehr und die Ruine der zerstörten Synagoge wurde in den 1995er Jahren abgetragen.

## Gemeinde
Zur Stadt-und-Land-Gemeinde (gmina miejsko-wiejska) gehören neben der Stadt Opatów weitere Ortschaften.

## Sehenswürdigkeiten

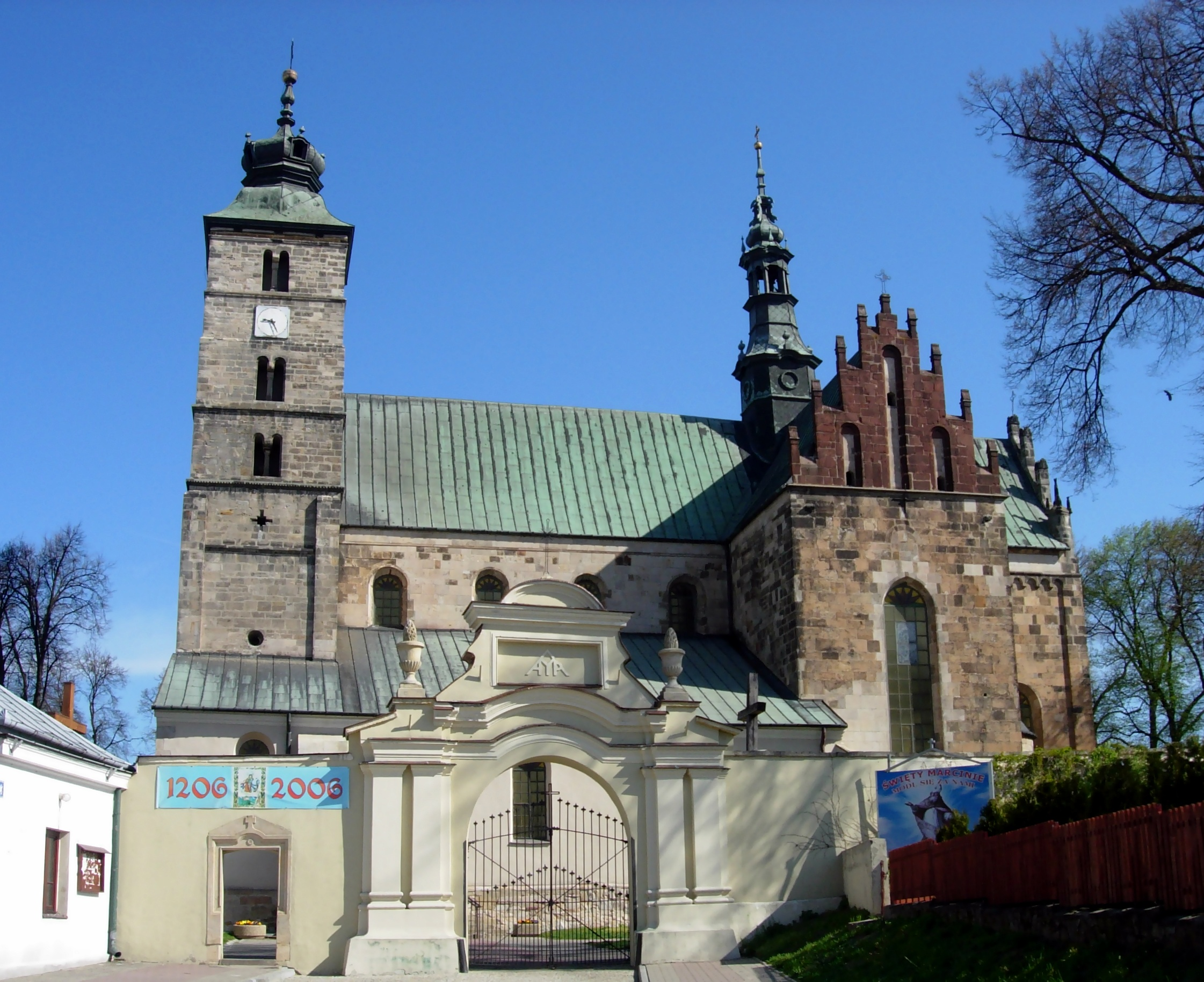
Stiftskirche St. Martin

Touristische Attraktionen sind die Stiftskirche von St. Martin aus dem 12. Jahrhundert, ein Franziskanerkloster aus dem 15. Jahrhundert, ein Stadttor aus dem 16. Jahrhundert und weitere Gebäude.

## Söhne und Töchter der Stadt
- Ezechiel Landau (1713–1793), Oberrabbiner in Prag
- Israel Hapstein von Koschnitz (1733–1814), Rabbiner
- Rabbi Avraham Yehoshua Heshel (1748–1825)
- Sam Waynberg (1925–2011), Filmproduzent
- Włodzimierz Mazur (1954–1988), Fußballspieler